# Викторов, Сергей Александрович
Сергей Александрович Викторов (род. 16 марта 1980, Алма-Ата, Казахская ССР, СССР) — казахстанский дипломат. Чрезвычайный и Полномочный Посол Казахстана в Шри-Ланке (с 2025 года).

## Биография
1999—2003 годы — ведущий специалист РГП «Хозяйственное управление Министерства иностранных дел Республики Казахстан».
2003—2012 годы — атташе, третий, второй и первый секретарь департамента консульской службы Министерства иностранных дел Республики Казахстан (МИД РК) и Постоянного представительства Республики Казахстан при Организации Объединённых Наций.
2012—2013 годы — советник департамента многостороннего сотрудничества МИД РК.
2013—2017 годы — первый секретарь и советник Постоянного представительства Казахстана при ООН.
2017—2019 годы — руководитель управления ООН департамента многостороннего сотрудничества МИД РК.
2019—2024 годы — советник, советник-посланник Постоянного представительства Казахстана при ООН.
С октября 2024 года по 21 апреля 2025 года — заместитель руководителя представительства МИД РК в городе Алматы.
С 21 апреля 2025 года — Чрезвычайный и Полномочный Посол Республики Казахстан в Демократической Социалистической Республике Шри-Ланка.